# Amesiella
Amesiella Schltr. ex Garay é um género botânico pertencente à família das orquídeas (Orchidaceae).
Endêmica das Filipinas.

## Espécies
O gênero Amesiella possui 3 espécies reconhecidas atualmente.
- Amesiella minor Senghas
- Amesiella monticola Cootes & D.P.Banks
- Amesiella philippinensis (Ames) Garay